# Diplodontias
Genre
Les Diplodontias sont un genre d'étoiles de mer de la famille des Odontasteridae.

## Liste des genres
Selon World Register of Marine Species (19 janvier 2015) :
- Diplodontias dilatatus (Perrier, 1875) -- Nouvelle-Zélande
- Diplodontias miliaris (Gray, 1847) -- Nouvelle-Zélande
- Diplodontias paxillosus (Gray, 1847) -- Pacifique sud-ouest
- Diplodontias robustus (Fell, 1953) -- Nouvelle-Zélande
- Diplodontias singularis (Müller & Troschel, 1843) -- Pacifique sud-est

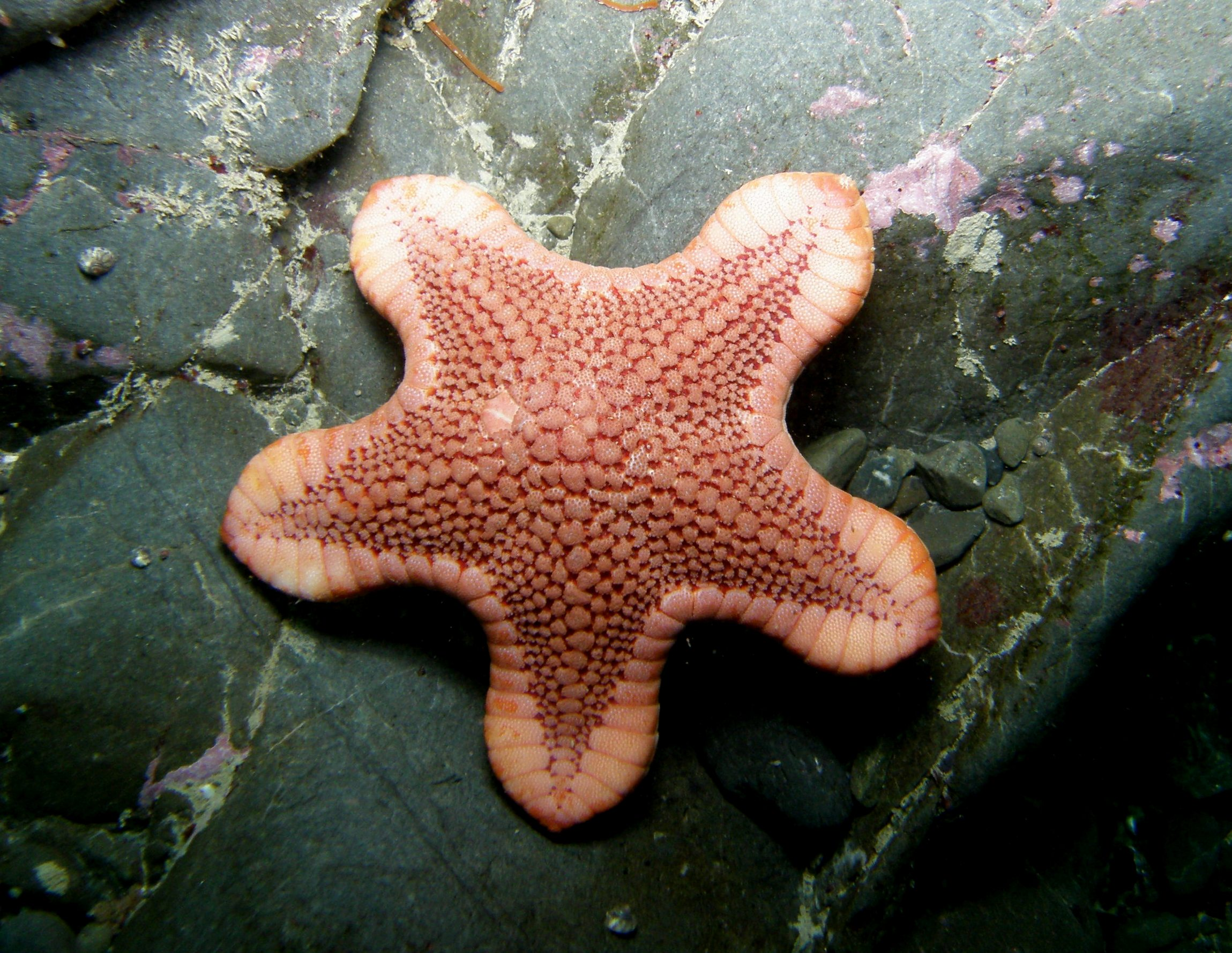
Diplodontias dilatatus
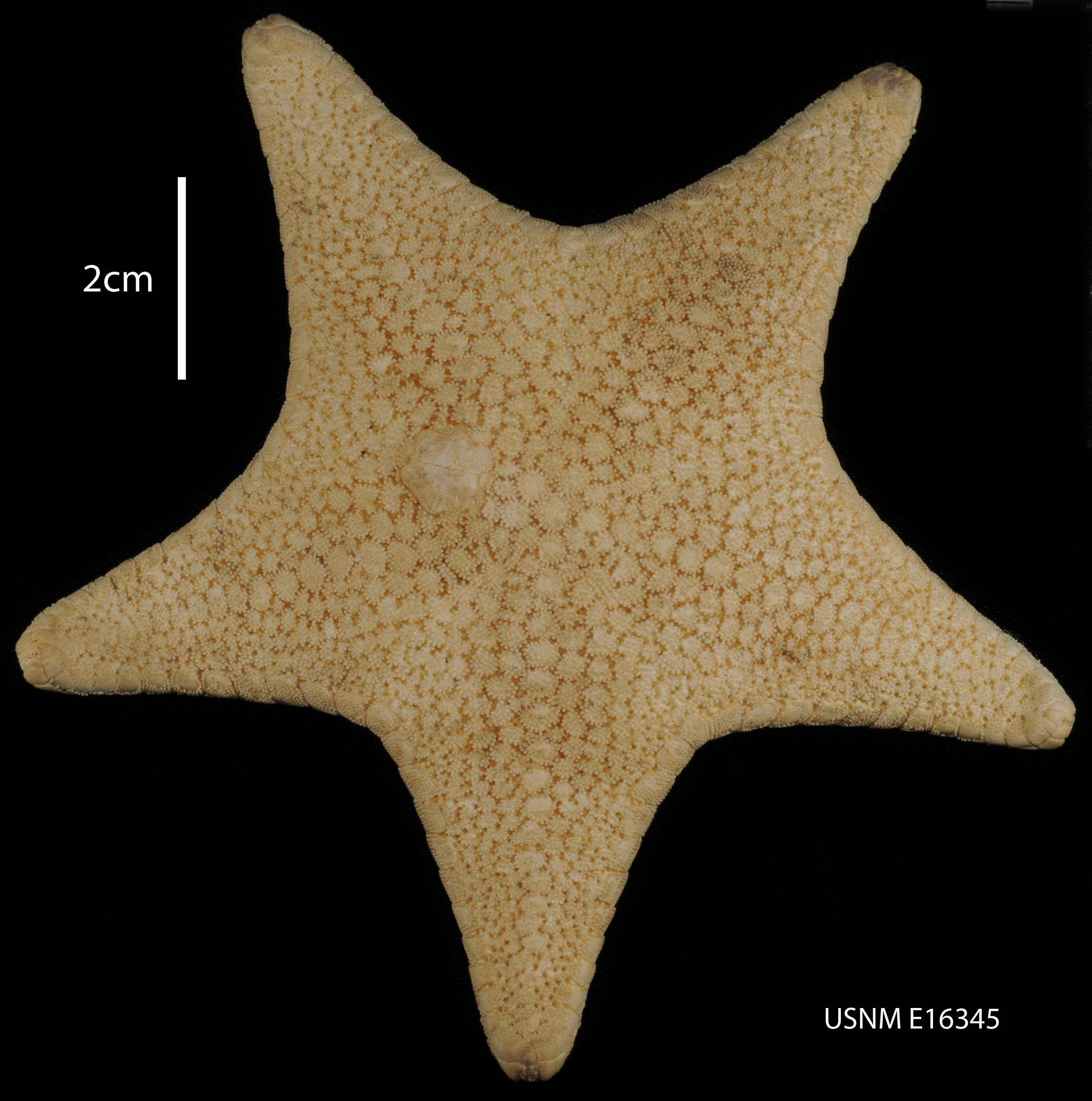
Diplodontias miliaris
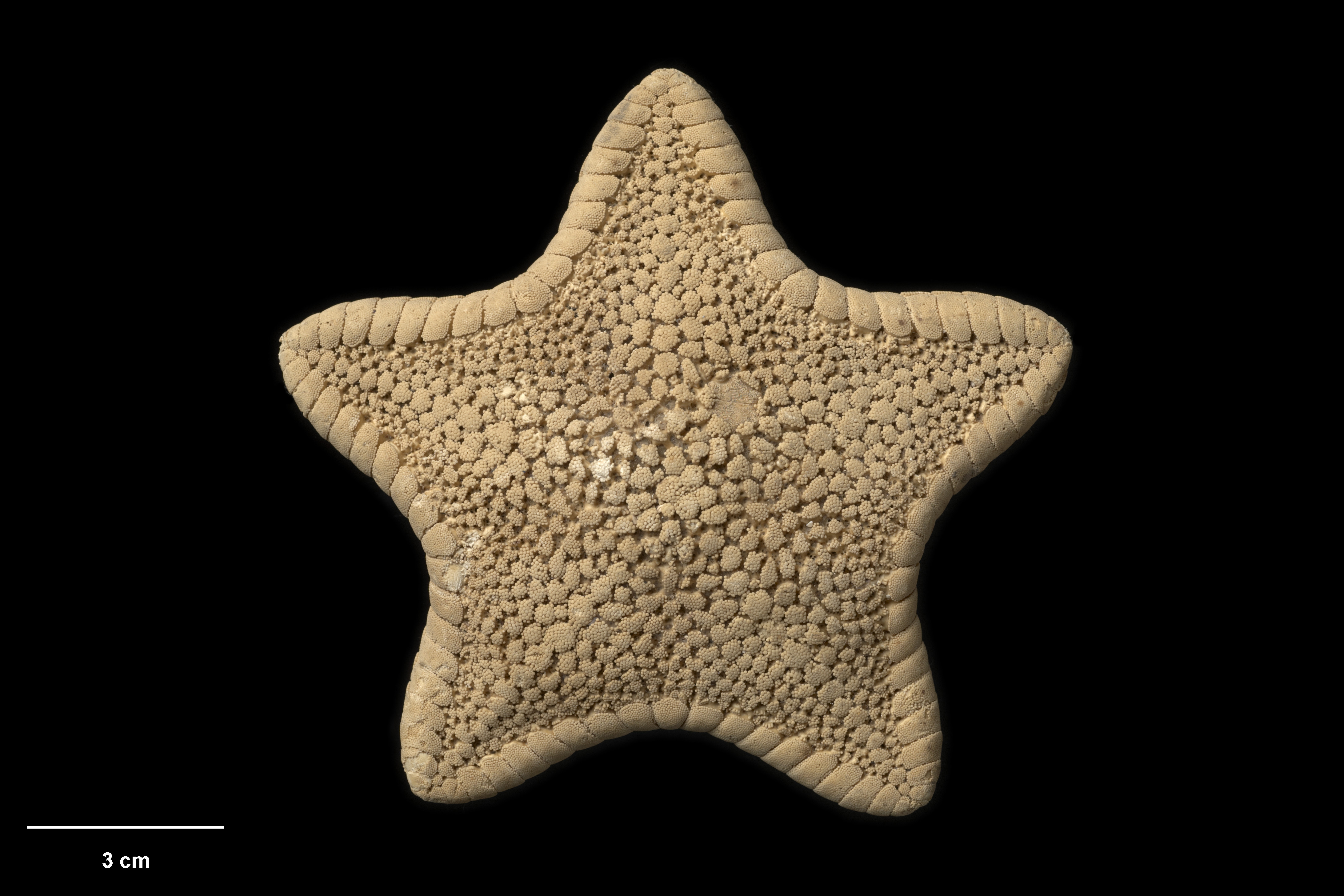
Diplodontias robustus
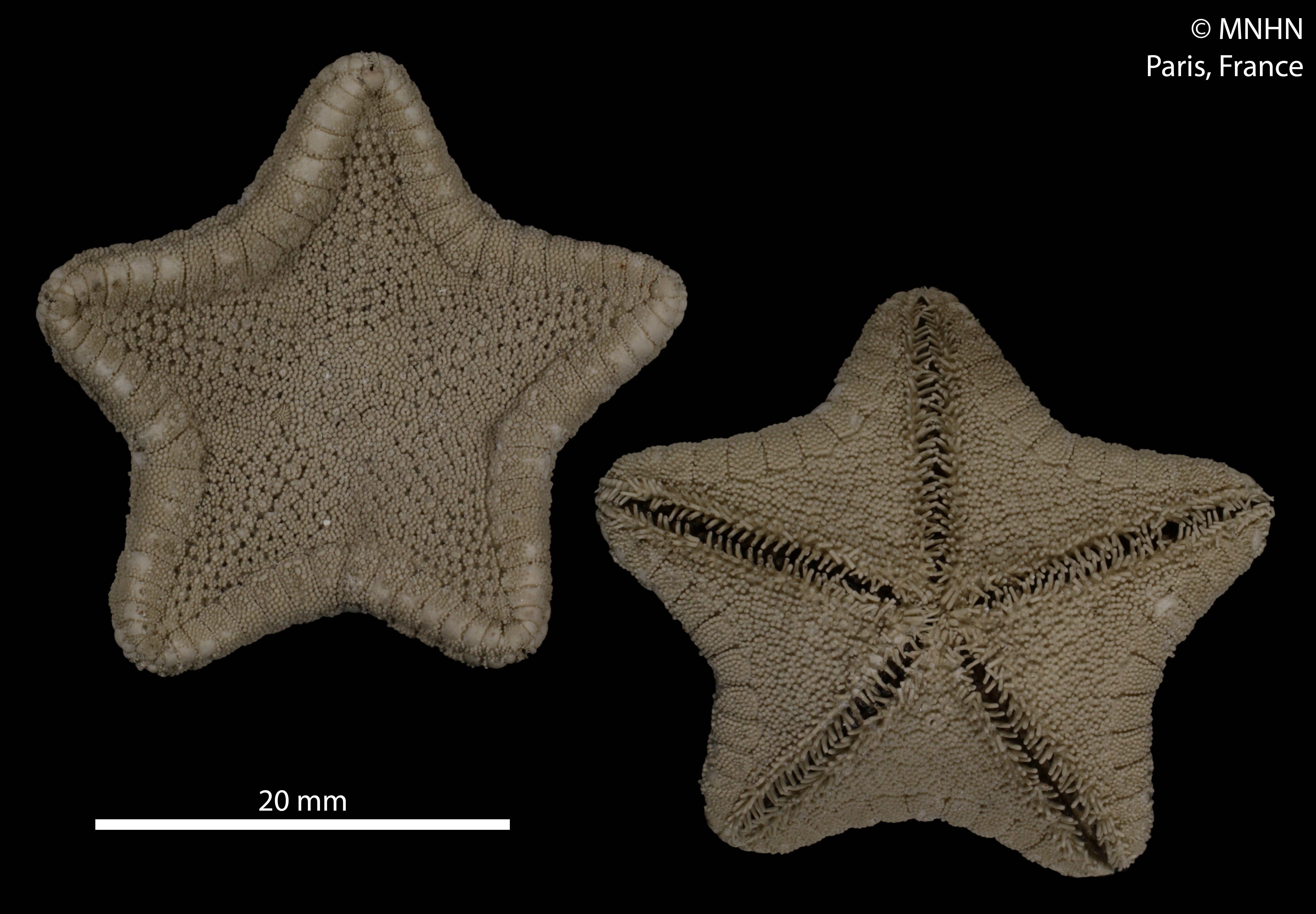
Diplodontias singularis granulosus séchée (collection du MNHN)